# قيود واستثناءات على حقوق التأليف والنشر
القيود والاستثناءات على حقوق التأليف والنشر هي أحكام، في قانون حقوق التأليف والنشر المحلي أو اتفاقية برن، تسمح باستخدام المصنفات المحمية بحقوق التأليف والنشر دون ترخيص من مالك حقوق التأليف والنشر.
تتعلق القيود والاستثناءات على حقوق التأليف والنشر بعدد من الاعتبارات المهمة مثل إخفاق السوق، وحرية التعبير، والتعليم والمساواة في الوصول (مثل الأشخاص ضعيفي البصر). يُنظر إلى بعض الاستثناءات والقيود على أنها «حقوق المستخدمين»؛ إذ تُرى حقوق المستخدم على أنها توفر توازنًا أساسيًا لحقوق أصحاب حقوق التأليف والنشر. لا يوجد إجماع بين خبراء حقوق التأليف والنشر بشأن ما إذا كانت حقوق المستخدمين هي حقوق أو مجرد قيود على حقوق التأليف والنشر. اعترفت المحاكم أيضًا بمفهوم حقوق المستخدمين، بما في ذلك المحكمة العليا الكندية في قضية سي سي إتش كنيديان إل تي دي ضد جمعية القانون في كندا العليا (2004 إس سي سي 13)، التي صنّفت «المعاملة العادلة» باعتبارها حقًا من حقوق المستخدمين. تُعد هذه الأنواع من الاختلافات في الفلسفة شائعة جدًا في فلسفة حقوق التأليف والنشر، إذ تميل النقاشات إلى أن تكون بمثابة أسباب لمزيد من الاختلافات الجوهرية حول السياسة الجيدة.

## التغير التكنولوجي
أصبح نطاق القيود والاستثناءات على حقوق التأليف والنشر موضوع نقاش اجتماعيًا وسياسيًا داخل دول مختلفة في أواخر التسعينيات وأوائل العقد الأول من القرن العشرين، ويعود ذلك إلى حدٍ كبير إلى تأثير التكنولوجيا الرقمية والتغييرات في التشريعات الوطنية لحقوق التأليف والنشر من أجل الامتثال لاتفاق تريبس (اتفاقية حول الجوانب التجارية لحقوق الملكية الفكرية)، وسن قواعد مكافحة التحايل استجابةً لمعاهدة الويبو (اتفاقية المنظمة العالمية للملكية الفكرية بشأن حق المؤلف). أشار حزب الشعب الأوروبي إلى أن الصكوك الدولية لحماية حقوق التأليف والنشر لم تعد قادرة على ضمان عودة المبدعين والمستثمرين العادلة إلى أنشطتهم في حين تضمن للجماهير القدرة على الوصول إلى المعلومات واحترام الخصوصية.
ويخشى المدافعون عن استثناءات حقوق التأليف والنشر أن تؤدي التكنولوجيا، وقانون العقود الذي يقوض قانون حقوق النشر وقانون حقوق النشر غير المعدّل، إلى تقليص نطاق الاستثناءات الهامة وبالتالي الإضرار بالإبداع.
في مايو 2010، صدر إعلان بعنوان حقوق التأليف والنشر للإبداع، جاء فيه: «في حين جرى تكييف الحقوق الحصرية ومواءمتها لمواجهة تحديات اقتصاد المعرفة، فإن استثناءات حقوق التأليف والنشر لا تتوافق جذريًا مع احتياجات مجتمع المعلوماتية الحديث. يعيق الافتقار إلى تنسيق الاستثناءات تداول السلع والخدمات القائمة على المعرفة في جميع أنحاء أوروبا، ويمنعنا عدم المرونة أيضًا في نظام الاستثناءات الأوروبي الحالي التكيفَ مع البيئة التكنولوجية المتغيرة باستمرار». ويُسجَّل هذا التحالف الخاص في سجل الشفافية الرسمي في الاتحاد الأوروبي في قسم جماعات الضغط داخل الاتحاد. ويدير منسق هذا المشروع شركة للشؤون العامة والعلاقات الحكومية في بروكسل متخصصة في البيئة على الإنترنت، وهي شركة تذكر قطاع الصناعة بشكل أساسي (مثل غوغل) والجمعيات التجارية كعملاء لها.
في بعض الأحيان، تُعتبر محاولات توسيع نطاق القيود والاستثناءات لحقوق التأليف والنشر بمثابة تهديد من قبل الناشرين.